# Monte Penoso
Monte Penoso és un muntanya a la part oriental de l'illa de Maio a Cap Verd. La seva elevació és de 437 m i és el punt més elevat de l'illa. Es troba a 3 km al sud-oest de Pedro Vaz i 13 km al nord-est de la capital de l'illa Vila do Maio. La muntanya és d'origen volcànic. Forma part d'una àrea protegida.